# Aeropuerto Cumaribo
Aeropuerto Cumaribo (IATA: PCE) terminal aérea ubicada en el municipio de Cumaribo . Existe operación comercial por parte de la aerolínea Aero Rapidísimo Express

## Destinos
- Aero Rapidísimo Express
  - Villavicencio / Aeropuerto Vanguardia
  - Puerto Carreño / Aeropuerto Germán Olano

### Aerolíneas que cesaron operación
- Satena
  - Bogotá / Aeropuerto Internacional El Dorado

## Estadísticas
Ver fuente y consulta Wikidata.
- Datos: Q5658958